# Nohabs svängbro

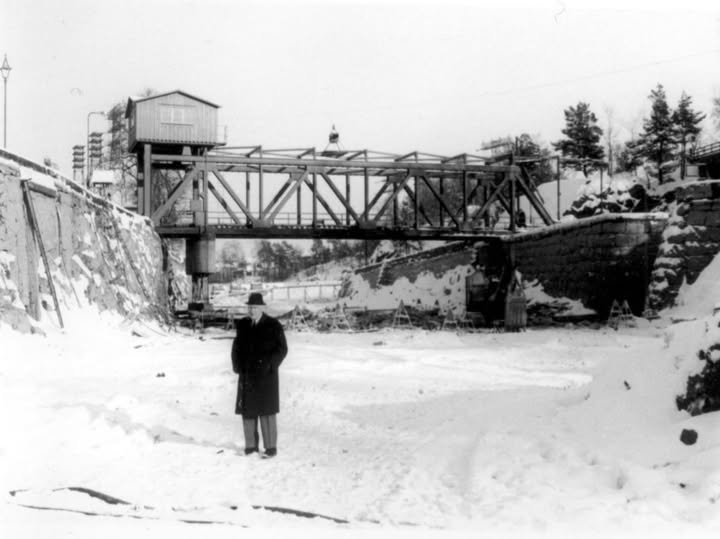
Nohabs svängbro i utsvängt läge

Nohabs svängbro, eller Olide svängbro, är en rörlig järnvägsbro, som byggdes och anlades 1915 av Nydqvist & Holm i Trollhättan. Den leder över Bergkanalen, en del av Trollhätte kanal och förbinder Nydqvist & Holms äldre verkstadsanläggning på västra sidan av kanalen med det industrispår som Nohab hade anlagt 1893-1894 till Trollhättans stations bangård.
Bron är en obalanserad svängbro i grönmålat stål. Den är i den norra ändan fastsatt på en cirkulär rörlig platta på kajen på kanalens östra sida. I brons andra ände är ett manövertorn påmonterat. Bron har ett järnvägsspår med normalspårvidd. 
Bron används fortfarande som vägbro vid enstaka tillfällen för tunga transporter, eftersom den är byggd för att klara 200 ton.

## Nohabjärnvägen
Nohabs svängbro är ansluten till Nohabs 2,8 kilometer långa industrispår, som gåt genom industriområdet i en utsprängd ravin. Det anlades 1893-1894 och löpte längs nuvarande Övre Drottninggatan till strax väster om järnvägsstationen. År 1933 flyttades spåret en bit österut, öster om stadens då bebyggda områden. När stadsdelarna Hjortmossen och Karlstorp byggdes på 1950- och 1960-talen fick de avgränsas och utformas med hänsyn till järnvägen. Under järnvägsbanken drogs gator genom de två portarna Hjortmosseporten och Karlstorpsporten. Järnvägsviadukten vid Hjortmossen revs 2024. Stråket för det första spåret vid Övre Drottninggatan finns kvar genom gatan. 
Under senare delen av 1900-talet minskade godstrafiken på spåret och upphörde 1998. Växeln för anslutning till Norge/Vänerbanan togs bort, när denna fick dubbelspår. Spåren är numera bara delvis kvar och på en sträcka har de byggts om till en bredare grusad gång- och cykelväg. Delvis är marken införlivad i tomtmark.
Nohabjärnvägen användes också för personaltransporter. Varje morgon avgick två tågvagnar med plats för 200 personer från Bergslagernas Järnvägars station för transport till fabriksområdet. Efter arbetsdagens slut tog arbetarna tåget tillbaka igen. Utefter sträckan fanns flera hållplatser där man kunde gå på eller av tåget. Sista resan gjordes den 10 januari 1942.